# Emisfero nautico

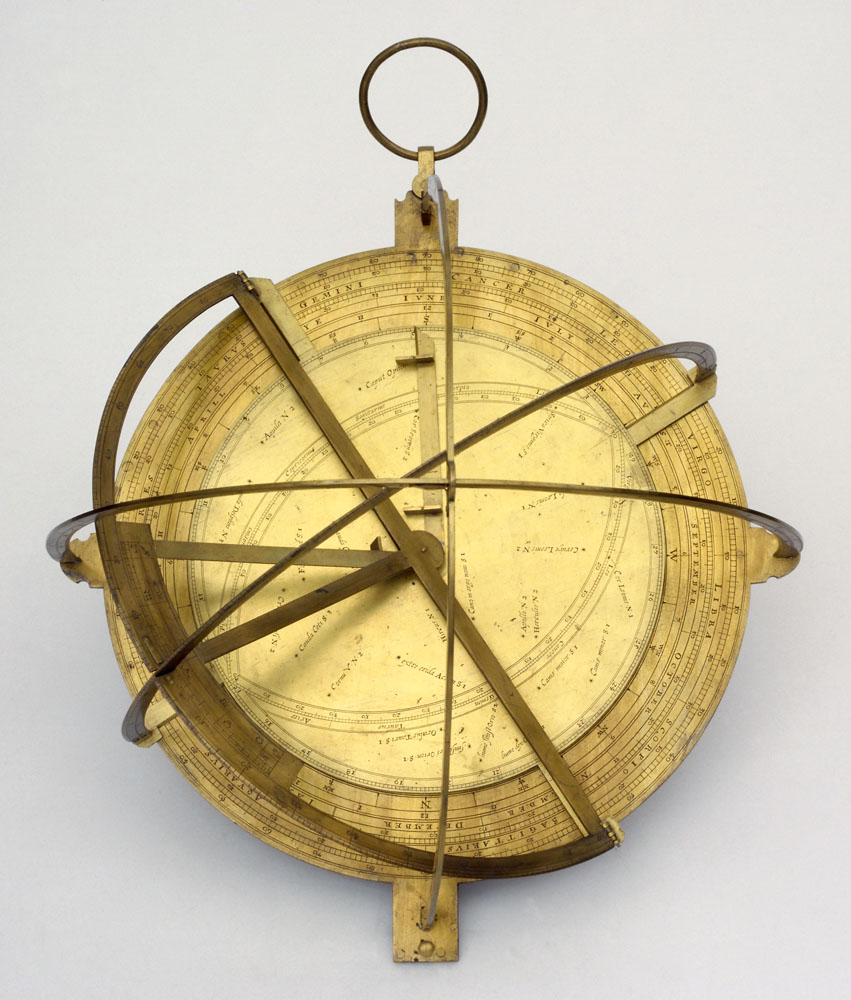
Emisfero nautico conservato al Museo Galileo di Firenze.

L'emisfero nautico è una semisfera armillare.
L'emisfero nautico rappresenta l'emisfero boreale, montata su un disco orizzontale munito di bussola che rappresenta l'orizzonte dell'osservatore. Era usato in navigazione soprattutto per il calcolo della longitudine.